# Západní kánon

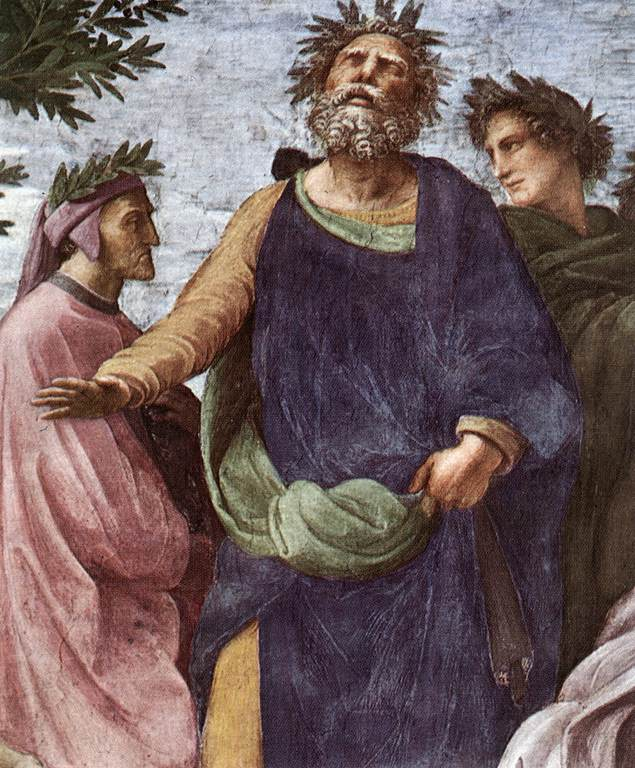
Dante, Homér a Vergilius na fresce Parnase od Raffaela(1511), klíčové postavy v západním kánonu

Západní kánon je soubor knih, hudby a umění, které učenci obecně přijímají jako nejdůležitější a nejvlivnější při utváření západní kultury. Zahrnuje beletrii, literaturu faktu, poezii, drama, hudbu, umění, sochařství a architekturu, která je obecně považována za významnou uměleckou hodnotu a představuje vysokou kulturu Evropy a Severní Ameriky. Kalifornský filozof John Searle navrhuje, že západní kánon by mohl být zhruba definován jako "určitá západní intelektuální tradice, která vychází z, řekněme, od Sókrata k Wittgensteinovi ve filozofii a od Homéra po Jamese Joyce v literatuře". Bible, produkt kultury Středního východu, byla velkou silou při formování západní kultury a "inspirovala některé z velkých památek lidské mysli, literatury a umění".
Kánon knih, včetně západní literatury a západní filozofie, byl poměrně stabilní, přestože se rozšířil tak, aby zahrnoval více žen a rasových menšin, zatímco hudební kánon a kánon výtvarného umění se výrazně rozšířily, aby pokryly středověk a následné staletí, dříve převážně přehlížené. Také během dvacátého století rostl zájem o kulturu Asie, Afriky, Středního východu a Jižní Ameriky. Zejména bývalé kolonie evropských zemí začaly ve dvacátém století produkovat velká díla, a to jak v literatuře, tak v jiných uměních. To se odráží zejména v Nobelových cenách za literaturu. Některé příklady novějších médií, jako je například film, mají v kánonu nejisté postavení.
Existovala probíhající debata o povaze a postavení kánonu, obzvláště v Americe, protože přinejmenším šedesátá léta, hodně z nichž je zakořeněna v kritické teorii, feminismu, teorii kritické rasy a marxismu. Zejména postmoderní studie argumentují, že základ učenosti je neobjektivní, protože tradiční hlavní těžiště akademických studií západní kultury a historie spočívalo pouze na dílech vytvořených západními muži.

## Velké knihy západního světa
Jeden z nejznámějších a nejdiskutovanějších pokusů sestavit západní kánon textů a myslitelů učinila společnost Encyclopædia Britannica, Inc. V roce 1952 sestavila výběr nejdůležitějších textů západu od antiky do počátku 20. století v 54 svazcích, přičemž roku 1990 přidala dalších 6 svazků, v nichž reagovala na hlavní kritiku výběru a přidala autory 20. století. Knižní série vyšla pod názvem Great Books of the Western World. Projekt řídil Američan Mortimer Adler.
V roce 1952 byla do série zařazena díla následujících spisovatelů, filozofů a vědců: Homér, Aischylos, Sofoklés, Eurípidés, Aristofanés, Hérodotos, Thúkydidés, Platón, Aristotelés, Hippokratés, Galén, Eukleidés, Archimédés, Apollónios z Pergy, Nikómachos z Gerasy, Titus Lucretius Carus, Epiktétos, Marcus Aurelius, Publius Vergilius Maro, Plútarchos, Tacitus, Klaudios Ptolemaios, Plótínos, Svatý Augustin, Tomáš Akvinský, Dante Alighieri, Geoffrey Chaucer, Niccolò Machiavelli, Thomas Hobbes, Mikuláš Koperník, Johannes Kepler, François Rabelais, Michel de Montaigne, William Shakespeare, William Gilbert, Galileo Galilei, William Harvey, Miguel de Cervantes, Francis Bacon, René Descartes, Baruch Spinoza, John Milton, Blaise Pascal, Isaac Newton, Christiaan Huygens, John Locke, George Berkeley, David Hume, Jonathan Swift, Laurence Sterne, Henry Fielding, Charles Louis Montesquieu, Jean Jacques Rousseau, Adam Smith, Edward Gibbon, Immanuel Kant, Alexander Hamilton, James Madison, John Jay (poslední tři jako spoluautoři jednoho díla), John Stuart Mill, James Boswell, Antoine Lavoisier, Joseph Fourier, Michael Faraday, Georg Wilhelm Friedrich Hegel, Johann Wolfgang von Goethe, Herman Melville, Charles Darwin, Karl Marx, Friedrich Engels, Lev Nikolajevič Tolstoj, Fjodor Michajlovič Dostojevskij, William James a Sigmund Freud. 
Přidanými autory se v roce 1990 stali: Jan Kalvín, Erasmus Rotterdamský, Molière, Jean Racine, Voltaire, Denis Diderot, Søren Kierkegaard, Friedrich Nietzsche, Alexis de Tocqueville, James Frazer, Honoré de Balzac, Jane Austenová, George Eliot, Charles Dickens, Mark Twain, Henrik Ibsen, Henri Bergson, John Dewey, Alfred North Whitehead, Bertrand Russell, Martin Heidegger, Ludwig Wittgenstein, Karl Barth, Henri Poincaré, Max Planck, Albert Einstein, Arthur Eddington, Niels Bohr, G. H. Hardy, Werner Heisenberg, Erwin Schrödinger, Theodosius Dobzhansky, Conrad Hal Waddington, Thorstein Veblen, Richard Henry Tawney, John Maynard Keynes, Max Weber, Johan Huizinga, Claude Lévi-Strauss, Henry James, George Bernard Shaw, Joseph Conrad, Anton Pavlovič Čechov, Luigi Pirandello, Marcel Proust, Willa Catherová, Thomas Mann, James Joyce, Virginia Woolfová, Franz Kafka, David Herbert Lawrence, Thomas Stearns Eliot, Eugene O'Neill, Francis Scott Fitzgerald, William Faulkner, Bertolt Brecht, Ernest Hemingway, George Orwell a Samuel Beckett. Dva ze zařazených, Freud a Kafka, jsou českými rodáky. Kepler v Česku delší čas pobýval.
Navzdory snaze o vyvážení, i konečný výběr se stal předmětem značné kritiky, jak je u většiny podobných pokusů běžné. Byly například zařazeny jen tři ženy, z nichž jedna, Catherová, navíc není v Evropě příliš známa, přitom se nabízela jména jako Pearl S. Bucková, Mary Shelleyová, Emily Dickinsonová , Simone de Beauvoirová, Mary Wollstonecraftová, Hannah Arendtová, Marie Curie-Sklodowská nebo Astrid Lindgrenová. Historik Norman Davies podrobil kritice, že až na Rusy zcela chybí slovanští a východoevropští autoři (Henryk Sienkiewicz, Adam Mickiewicz ad.). Chybí též Jihoameričané nebo Španělé, včetně kupříkladu Federica Garcíy Lorcy nebo Lope de Vegy. Davies upozornil, že zohledněni byli přeci jen nejvíce Britové a Američané (tvoří zhruba třetinu), z nichž minimálně dva nejsou až tak známými autory (Waddington, Tawney), a naopak chybí na kontinentu mnohem uznávanější Britové jako Oscar Wilde, George Gordon Byron, Rudyard Kipling, Daniel Defoe, John Ronald Reuel Tolkien, Arthur Conan Doyle, Lewis Carroll nebo Agatha Christie. Ze známých nebritských spisovatelů chybí Sapfó, Ovidius, Quintus Horatius Flaccus, Hans Christian Andersen, Victor Hugo, Alexandr Sergejevič Puškin, Edgar Allan Poe, Octave Mirbeau, Albert Camus, Thomas Mann, Alexandr Solženicyn, Alexandre Dumas, Friedrich Schiller, Maxim Gorkij, Vladimir Nabokov, Nikolaj Vasiljevič Gogol, Émile Zola, Antoine de Saint-Exupéry, Francesco Petrarca, Giovanni Boccaccio, John Steinbeck, Boris Pasternak, Charles Baudelaire, William Butler Yeats, Gustave Flaubert, Arthur Rimbaud, Guy de Maupassant, Walt Whitman, Ivan Bunin, William Golding, Ivan Sergejevič Turgeněv, Heinrich Heine, Jack London a mnozí další. Pokud by byla k Západu počítána i jižní Amerika, chybí i slavní autoři jako Gabriel García Márquez, Jorge Luis Borges, Pablo Neruda nebo Gabriela Mistralová. Chybí také klasici sci-fi jako Jules Verne, Herbert George Wells, Aldous Huxley, Ray Bradbury nebo Isaac Asimov. Ještě nápadnější jsou některé absence mezi mysliteli a vědci (Leonardo da Vinci, Carl Linné, Leonhard Euler, Louis Pasteur, Dmitrij Mendělejev, Enrico Fermi, James Watt, Ernest Rutherford, James Clerk Maxwell, Gregor Mendel, Démokritos, Epikúros, Marcus Tullius Cicero, Seneca, Strabón, Jean-Paul Sartre, Giordano Bruno, Carl Gustav Jung, Arthur Schopenhauer, Émile Durkheim, Auguste Comte, Ivan Petrovič Pavlov, Ferdinand de Saussure aj.).